# セロ弾きのゴーシュ

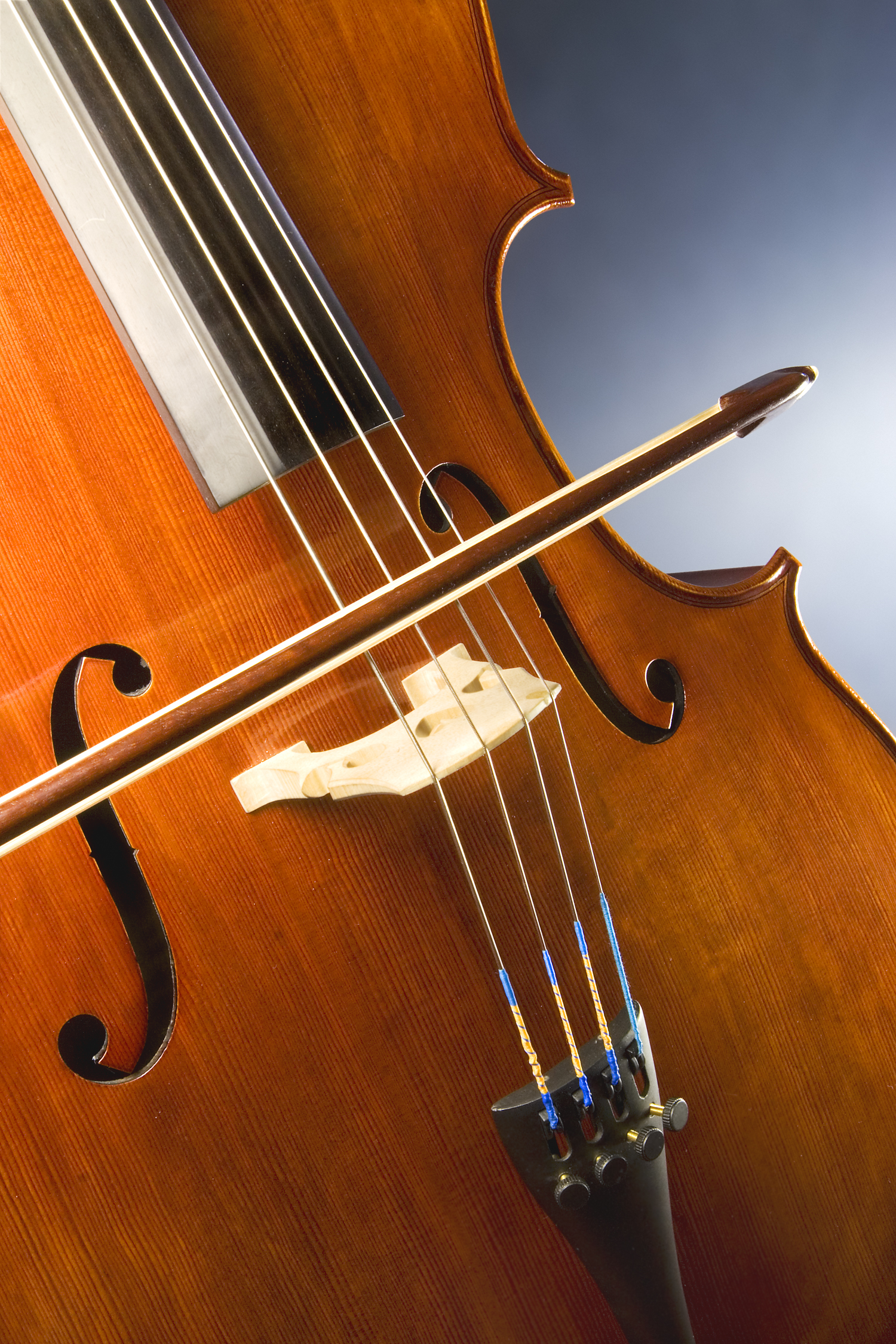
幅広い音域を表現できる弦楽器、チェロ

『セロ弾きのゴーシュ』（セロひきのゴーシュ）は、宮沢賢治の童話。活動写真館（映画館）の楽団に勤める技量の未熟なチェリストが、動物たちとの交流により演奏技術を向上させる姿を描く。賢治が亡くなった翌年の1934年に発表された作品である。

## 賢治とチェロ
賢治には、実際にチェロを練習した経験がある。賢治は農民の啓発と生活改善を目的とした「羅須地人協会」を主催していた時代に、農民楽団の実現と自作の詩に曲を付けて演奏することを目指して、1926年にチェロを購入、練習した。これには当時賢治の親友で、花巻高等女学校（岩手県立花巻南高等学校の前身）の音楽教諭であった藤原嘉藤治の影響も考えられている。1926年に上京した際には、新交響楽団（NHK交響楽団の前身）の楽士だった大津三郎の自宅に練習のために通っている。賢治は「三日でチェロを演奏できるようになりたい」と頼み、大津は困惑しながらもレッスンを引き受けた。またこのレッスンは1928年の上京時にも行われたのではないかという説がある。
また、賢治が独習本（平井保三著『ヴィオロン・セロ科』）を抜粋して筆写したものが現存している。このように熱心にチェロに取り組んだが、お世辞にも演奏はうまいとはいえず、「ゴーゴースースー」と鳴るような状態だったと伝えられる。『校本 宮沢賢治全集』の解説によると、ノートの字体は1925年（大正14年）から1927年（昭和2年）頃までの書簡などと一致するとされている。チェロには楽器メーカーのラベル上に賢治の直筆で「1926.K.M」と署名が入っており、これは賢治が花巻農学校（岩手県立花巻農業高等学校の前身）を辞職し、羅須地人協会の生活を始めた年と合致する。
このチェロは後に藤原嘉藤治のチェロと交換された。藤原のチェロにはゴーシュのゼロと同じく、筐体に孔が開いていた。賢治のチェロは戦争中は藤原が所有していたために、賢治の実家の空襲被害から免れることができた。現在、花巻市の宮沢賢治記念館にて、賢治の妹トシが愛用したヴァイオリンに寄り添って保管されている。1995年12月下旬にチェロ、ヴァイオリン共に弦楽器弓製作者の手によって修復されたため、どちらも楽器として使える状態にある。1998年の時点では今後の管理について当時の宮沢賢治記念館館長だった宮沢雄造（宮沢清六の女婿）は、今後は外に出さずに大切に扱いたいと述べていた。長年保存のため演奏はほとんどされなかったが、楽器を長持ちさせるには定期的に演奏をした方がよいとの専門家の意見があり、2009年の報道では演奏の方法などを記念館で検討するとしていた。
1996年、賢治生誕100年を記念し、花巻市は世界的チェロ奏者ヨーヨー・マを招き演奏会を開催した。賢治の使用していたチェロで、「セロ弾きのゴーシュ」にも登場するシューマン作曲「トロイメライ」（原作での登場名はロマチックシューマン作曲「トロメライ」）が演奏された。
2016年9月に花巻市で開かれた賢治生誕120周年の記念イベントでは、このチェロをチェリストの藤原真理が演奏した。

## あらすじ
ゴーシュは町の活動写真館の楽団「金星音楽団」でセロ（チェロ）を弾く係。楽団では近く町の音楽会で演奏予定の『第六交響曲』の練習を続けていたが、あまりにも下手なためにいつも楽長に厳しく叱責されていた。そんなゴーシュのもとに、カッコウを始め様々な動物が夜毎に訪れ、いろいろと理由を付けてゴーシュに演奏を依頼する。そうした経験を経た後の音楽会本番で「第六交響曲」の演奏は成功し、司会者が楽長にアンコールを所望すると、楽長はゴーシュを指名した。ゴーシュは馬鹿にされたと思って立腹しながらも、動物たちの訪問を思い出しつつ、「印度の虎狩り」という曲を夢中で演奏する。その演奏は楽長を初めとする他の楽団員から賞賛を受けることになった。

## 登場人物
ゴーシュ
この作品の主人公。名前はフランス語の「不器用な」（gauche 原義は「左」）という単語から来ているという説がある（他にフランス語の「カッコウ」、チェロの擬音という説もあり）。「金星音楽団」という交響楽団に所属しているが、名前の通りセロ（チェロ）の演奏が下手でいつも楽長に叱られていた。しかし夜中の動物たちとの触れ合いで知らないうちに上達していく。
楽長
活動写真館の楽団である「金星音楽団」の楽長。技能の劣る奏者には非常に手厳しい意見を言う。
三毛猫
三毛猫はゴーシュの家を最初に訪れた動物。勝手に上がりこみ、土産と称してゴーシュの畑から青いトマトを持ってきたうえ、「ゴーシュの音楽を聴かないと眠れない」という理由で「ロマチック・シューマン作曲」の「トロメライ」の演奏を求める。その生意気な態度に腹を立てたゴーシュから鬱憤ばらしのために「印度の虎狩り」を掻き鳴らされてさんざんにいじめられたにもかかわらず、演奏を終えると懲りずに「今夜の演奏はどうかしてる」と言い出したため、自分の舌でマッチを擦られびっくりして逃げ出してしまう。
かっこう
かっこうの鳴き声のドレミファ（音階）を正確に習うためにゴーシュの家へ来た。人間のゴーシュにはかっこうにとって違う音階のどれもこれもが鳴き声の「かっこう」で同じにしか聞こえなかったが、何度も鳴き声を聞くうちに次第に音階の正しさに気がつき、調律されていった。しかし、逆に自分が鳥に教わっているように思えてプライドが傷ついたゴーシュに心身ともに傷つけられた。
口調こそ丁寧語だが、性格はかなり図々しい。セッションを始めればそれを終わりなく延々と続け、何度やっても「もう一度弾いてください」と頼み続ける。結局ゴーシュに一晩中演奏させ、夜明けまで付き合わせた挙句にゴーシュに「もう帰れ」と言われてもまだ飽き足らず頼み込んだため、ゴーシュに激怒されて「出て行かないと羽をむしって朝飯に食ってやる」と脅された故驚いて逃げようとするも窓に何度も衝突して血を吐いてしまい、中々開かない窓をゴーシュが蹴破った為、やっとの事で逃げ帰って行った。
狸の子
狸の子は小太鼓の係で、ゴーシュのセロに合わせてこいと父の狸に言われてゴーシュの家へ来た。ゴーシュは最初狸汁の話をして追い返そうとしたが、音楽の練習の希望と聞いて態度を変え、子狸に悪い所を指摘されても怒らず謙虚に受け止めた。
野鼠の親子
野鼠の親子は最後にゴーシュの家へ来た動物。ゴーシュはこの野鼠によって、自分のセロの演奏で動物の病気が治ると知る。ゴーシュは「何とかラプソディとかいうもの」を演奏して野鼠の子の病気を治し、気をよくしてこの親子にパンを与えた。

## 鑑賞
ゴーシュの性格は粗野で、楽長に叱られた鬱憤晴らしに、弱者（生意気な猫）を虐めるなど卑屈な若者として描かれている。しかし動物たちへの無償の行為を通じて次第に謙虚さと慈悲の心が芽生え、それによって真に音楽を理解できる青年へと成長していったという物語になっている。
楽長の指摘は、「音が遅れた（リズムが悪い）」「糸（音程）が合っていない」「感情が出ない」だった。ゴーシュは猫から何も学ばなかったが、知らずに重要な曲の選択と予行演習をここで行っている。ゴーシュはカッコウとの反復練習で自らの音程の狂いを自覚する、さらにタヌキの鋭い指摘によって、自分の楽器の特性を知った。また、ネズミの母親からゴーシュが人知れず役立っていることを教えられ、自信を持つ。ゴーシュは、小心者だったが、この自信によって大観衆を前に怒りをぶつける度胸を獲得した。
リズム、音程、感情の三つが改善された結果、ゴーシュの演奏が聴衆の心を動かした。ゴーシュは楽長から褒められて初めて自分の上達を知り、動物達から恩恵を受けていたことに気づいた。
なお、カッコウに謝罪しながら、猫への謝罪がないことについて、「単に賢治が猫嫌いだったから」という説や、「猫を虐め過ぎると二度と帰ってこなくなる、謝罪でめでたしとならない生き物であることを賢治はよく知っていた」という説、「最後のせりふは回想であり謝罪ではなかった」という説など様々な議論がある。

## 第六交響曲

### 作曲者
本作に登場する「第六交響曲」については誰の作品であるか明記されていないため、作曲者は不明である。1982年にアニメ化された際には下記のエピソードもあり、ベートーヴェンの交響曲第6番ヘ長調作品68「田園」が用いられた。

### 賢治と「田園」
賢治は多くのSPレコードを所有していたが、その大半は友人に譲渡するなどで手放してしまっている。そのなかで最後まで手元に残していた数点の中にベートーヴェンの交響曲第6番があった。このSPはハンス・プフィッツナー指揮、ベルリン・フィルハーモニー管弦楽団による録音で、現在もCDで入手可能である。

### 賢治と楽長
厳しい楽長（指揮者）のモデルは、ちょうど留学から帰ったばかりで厳しい指導をしていた新交響楽団での斎藤秀雄の姿から考えたのではないか、という説がある。新交響楽団の練習を賢治が上京時に見学した時期と一致しているためである。

## 映像化作品

### 1949年版
映画『セロひきのゴーシュ』／製作：日本映画／演出：田中喜次
全編、影絵アニメーションで製作された映画。野鼠の親子は登場しない。

### 1953年版
映画『セロ弾きのゴーシュ』／脚本：田中澄江、川尻泰司／演出：森永健次郎、川尻泰司／美術：人形劇団プーク
日本最初のカラー人形劇映画。

### 1963年版
映画『セロひきのゴーシュ』／製作：学研映画局／演出：神保まつえ／声の出演：加藤弘、上田恵司、堀絢子、松島みのり、貴家堂子、増山江威子

### 1982年版
映画『セロ弾きのゴーシュ』は高畑勲が監督しオープロダクションが5年の歳月をかけて完成させた自主制作作品。劇場公開は1982年1月23日であったが、同月発表された1981年度の第36回毎日映画コンクール・大藤信郎賞にノミネートして受賞している。原画を才田俊次、美術を椋尾篁がほぼ一人で担当している。原作に登場する架空の楽曲「インドの虎狩り」「愉快な馬車屋」は間宮芳生が新たに作曲した。高畑勲は「私達にとって主観的には青春映画でもあります」と述べ、「自立に向かって苦闘している中高生や青年達にもぜひ観てもらいたい」とパンフレットに記している。
スタッフ
- 企画：小松原一男
- 監督・脚本：高畑勲
- キャラクターデザイン、原画：才田俊次
- 美術：椋尾篁
- 音楽：間宮芳生
  - 「田園」演奏：間宮芳生指揮・東京室内楽協会
  - 岩城宏之指揮・NHK交響楽団
- 製作：村田耕一
- 制作：オープロダクション
- 監修、題字：宮沢清六
- 声の出演：佐々木秀樹（ゴーシュ）、雨森雅司（楽長）、白石冬美（ねこ）、肝付兼太（かっこう）、高橋和枝（子だぬき）、よこざわけい子（野ねずみの子・ヴィオラの娘）、高村章子（野ねずみの母）、槐柳二（コンサートマスター）、矢田耕司（司会者）、千葉順二（チェロ首席）、三橋洋一（Aさん）、峰あつ子（団員）、横尾三郎（団員）

### 1998年版
OVA『セロひきのゴーシュ』（学研道徳動画ライブラリー第21回）　製作：脚本：おおつかはじめ／演出：森田浩光／声の出演：草尾毅（ゴーシュ）、松野太紀（三毛猫）、私市淳（カッコウ）、大塚瑞恵（たぬき）、古山あゆみ（母ねずみ）、金田沙織（子ねずみ）、佐藤正治（楽長）

## 派生作品

### 戯曲
- 1957年 - 清水脩 オペラ《セロ弾きのゴーシュ》
- 1986年 - 林光 オペラ《セロ弾きのゴーシュ》
- 2002年 - 成井豊構成 『賢治島探検記』
- 2005年 - 白石准 山猫合奏団による語りと音楽《セロ弾きのゴーシュ》
- 2008年 - 中村彩子 オペラ《セロ弾きのゴーシュ》
- 2009年 -  脚本:本山節彌/作曲:浅野宏之 オペラ《セロ弾きのゴーシュ》

### 絵本
- 1956年[疑問点 – ノート][要出典] - 『セロひきのゴーシュ』福音館書店
茂田井武の絵をつけて上梓された児童書で今日も版を重ねている。茂田井の絵を見た赤羽末吉は絵本画家として生きる決意をした[11]。なお、赤羽自身も後に本作の絵本（1989年、偕成社）を手がけている[12]。

### 漫画
- 1983年
  - あすなひろし『セロ弾きのゴーシュ』（『コミックトム』掲載。のち加筆の上『宮沢賢治漫画館』（潮出版社、1985年）に収録）
  - ますむらひろし『セロ弾きのゴーシュ』（マンガデュオ）

### 楽曲
- 2004年 - 川島素晴『セロ弾きのゴーシュ』（室内楽曲）
チェロ奏者丸山泰雄の委嘱で作曲。現代のオーケストラ事情に即し、本番前日に届いた楽譜を徹夜でさらう設定に変更している[13]。

### 朗読
- 2007年 - 沢城みゆき『セロ弾きのゴーシュ』（オーディオブック（CD））[14]
- 2015年 - 乙葉しおり、ささきのぞみ『～朗読少女～セロ弾きのゴーシュ』（オーディオブック（配信））[15]

### 人形劇
- 1987年（初演） - 札幌人形劇協議会制作[16]
- 1998年（初演） - 人形劇団クラルテ制作[17]

### ミュージカル
- 2025年 - Office8次元プロデュース公演 鳴らして楽しむミュージカル『セロ弾きのゴーシュ』[18]